# آلن بلومنفلد
آلن بلومنفلد (انگلیسی: Alan Blumenfeld؛ زادهٔ ۴ سپتامبر ۱۹۵۲) یک بازیگر سینما اهل ایالات متحده آمریکا است. وی از سال ۱۹۸۳ میلادی تاکنون مشغول فعالیت بوده‌است.

## گزیده فیلمشناسی
از فیلم‌ها یا برنامه‌های تلویزیونی که وی در آن نقش داشته‌است می‌توان به آثار زیر اشاره کرد.
- بازی‌های جنگی (۱۹۸۳)
- فضای درون (۱۹۸۷)
- کی-۹ (فیلم) (۱۹۸۹)
- نیمه تاریک ماه (آلبوم) (۱۹۹۰)
- عصر حجری‌ها (۱۹۹۴)
- جیرینگ جیرینگ ادامه‌دار (۱۹۹۶)
- دلیران (فیلم ۲۰۰۱) (۲۰۰۱)
- حلقه (فیلم ۲۰۰۲) (۲۰۰۲)
- دیکی رابرتس: ستاره کودک سابق (۲۰۰۳)
- در موقعیت او (فیلم) (۲۰۰۵)
- آسیب‌شناسی (فیلم) (۲۰۰۸)
- قتل عادلانه (۲۰۰۸)
- مصاحبه (فیلم ۲۰۱۴) (۲۰۱۴)
- چیرز (۱۹۸۴)
- مسائل اولیه (۱۹۸۵)
- جمعه سیزدهم (۱۹۸۶)
- منطقه نیمه‌روشن (سری تلویزیونی ۱۹۸۵) (۱۹۸۶)
- دختران زرین (۱۹۸۶–۱۹۸۷)
- مردان حلبی (۱۹۸۷)
- روزان (۱۹۸۹)
- بورلی هیلز، ۹۰۲۱۰ (۱۹۹۱)
- مورفی براون (۱۹۹۶)
- بخش فوریت‌های پزشکی (مجموعه تلویزیونی) (۱۹۹۸)
- واکر، رنجر تگزاس (۲۰۰۰)
- بکر (مجموعه تلویزیونی) (۲۰۰۱)
- سابرینا جادوگر نوجوان (۲۰۰۱)
- قاضی ایمی (۲۰۰۲)
- دختران گیلمور (۲۰۰۲–۲۰۰۶)
- سی‌اس‌آی (۲۰۰۳–۲۰۱۰)
- زیاد ذوق‌زده نشو (۲۰۰۴)
- جاگ (مجموعه تلویزیونی) (۲۰۰۴)
- آناتومی گری (مجموعه تلویزیونی) (۲۰۰۶)
- قهرمان‌ها (مجموعه تلویزیونی) (۲۰۰۷–۲۰۰۸)
- مد من (۲۰۰۸)
- آسیب‌شناسی (۲۰۰۸)
- پرونده سرد (۲۰۱۰)
- روان‌کاو (سریال) (۲۰۱۱)